# The Circus Starring: Britney Spears
The Circus Starring: Britney Spears, hay còn được gọi là các Circus, là chuyến lưu diễn thứ bảy của ca sĩ người Mỹ Britney Spears, nhằm quảng bá cho album phòng thu thứ sáu của cô, Circus (2008). Tin đồn về một chuyến lưu diễn xuất hiện vào đầu tháng 10 năm 2007, sau khi Spears phát hành album phòng thu thứ năm của cô Blackout; Tuy nhiên, nó đã bị hủy bỏ do không rõ lý do. Chuyến lưu diễn này chính thức được công bố vào tháng 12 năm 2008, với số buổi diễn tại Mỹ và Anh quốc được tiết lộ. Sân khấu được thiết kế với ý tưởng từ những rạp xiếc. Danh sách bài hát chủ yếu được trích từ 3 album phòng thu gần nhất của cô In the Zone, Blackout và Circus. Nó cũng đánh dấu lần đầu tiên Spears trình diễn tại Úc vào tháng 6 năm 2009.
The Circus Starring Britney Spears nhận được những phản ứng từ tích cực đến trái chiều từ giới phê bình. Trong khi một số người đánh giá cao tính thẩm mỹ và tính chất giải trí của chuyến lưu diễn, một số khác chỉ trích việc Spears không tham gia trong một số phân khúc. Chuyến lưu diễn là một thành công về mặt thương mại, với tổng doanh thu 131.8 triệu đô-la. Một số lượng lớn vé đã được bán ra trong vòng một tuần sau khi nó được công bố, khiến Spears quyết định tổ chức thêm nhiều ngày so với kế hoạch. Circus Tour cũng phá vỡ kỷ lục về lượng khán giả tham dự tại nhiều thành phố và tất cả vé của các buổi diễn tại Bắc Mỹ đều được bán hết. Nó trở thành chuyến lưu diễn có doanh thu cao thứ năm của năm 2009, và là chuyến lưu diễn có doanh thu cao thứ 6 mọi thời đại bởi một nghệ sĩ nữ. Chương trình tạo ra nhiều tranh cãi khi lưu diễn tại Úc sau khi một phóng viên tiết lộ rằng một số lượng lớn người hâm mộ đã rời khỏi sân khấu trong suốt buổi diễn.

## Danh sách trình diễn
Danh sách bài hát của chuyến lưu diễn, được tiết lộ trên trang web chính thức của Spears vào ngày 02 tháng 3 năm 2009. Nó không được áp dụng cho toàn bộ các buổi diễn.
| Màn 1: Circus 1. "Circus" (Funky Remix) 2. "Piece of Me" 3. "Radar" Màn 2: House of Fun (Anything Goes) 1. "Ooh Ooh Baby" / "Hot as Ice" 2. "Boys" 3. "If U Seek Amy" 4. "Me Against the Music" (Bollywood Remix) 5. "Everytime" Màn 3: Freakshow/Peepshow 1. "Freakshow" 2. "Get Naked (I Got a Plan)" 3. "Breathe on Me" / "Touch of My Hand" | Màn 4: Electro Circ 1. "Do Somethin'" 2. "I'm a Slave 4 U" 3. "Toxic" 4. "...Baby One More Time" (Remix) Màn 5: Encore 1. "Womanizer" (Extended Remix) |

- Những bài hát khác được trình diễn không thường xuyên trong chuyến lưu diễn: "Mannequin", "You Oughta Know" và "I'm Scared"